# 20 × 138 mm B
Die Granatpatrone 20 × 138 mm B auch Lang Solothurn (bzw. 20 × 138 mm B Rheinmetall) kam in Verbindung mit den entsprechenden Projektilen in einigen Ländern als Munition für eine Reihe verschiedener Waffensystem wie beispielsweise Fliegerabwehrkanonen, Kampfwagenkanonen und Bordwaffen vornehmlich bis Ende des Zweiten Weltkriegs zum Einsatz. Das Kaliber betrug 20 mm, die Hülse war 138 mm lang und der Großbuchstabe B stand für englisch belted case.

## Geschichte

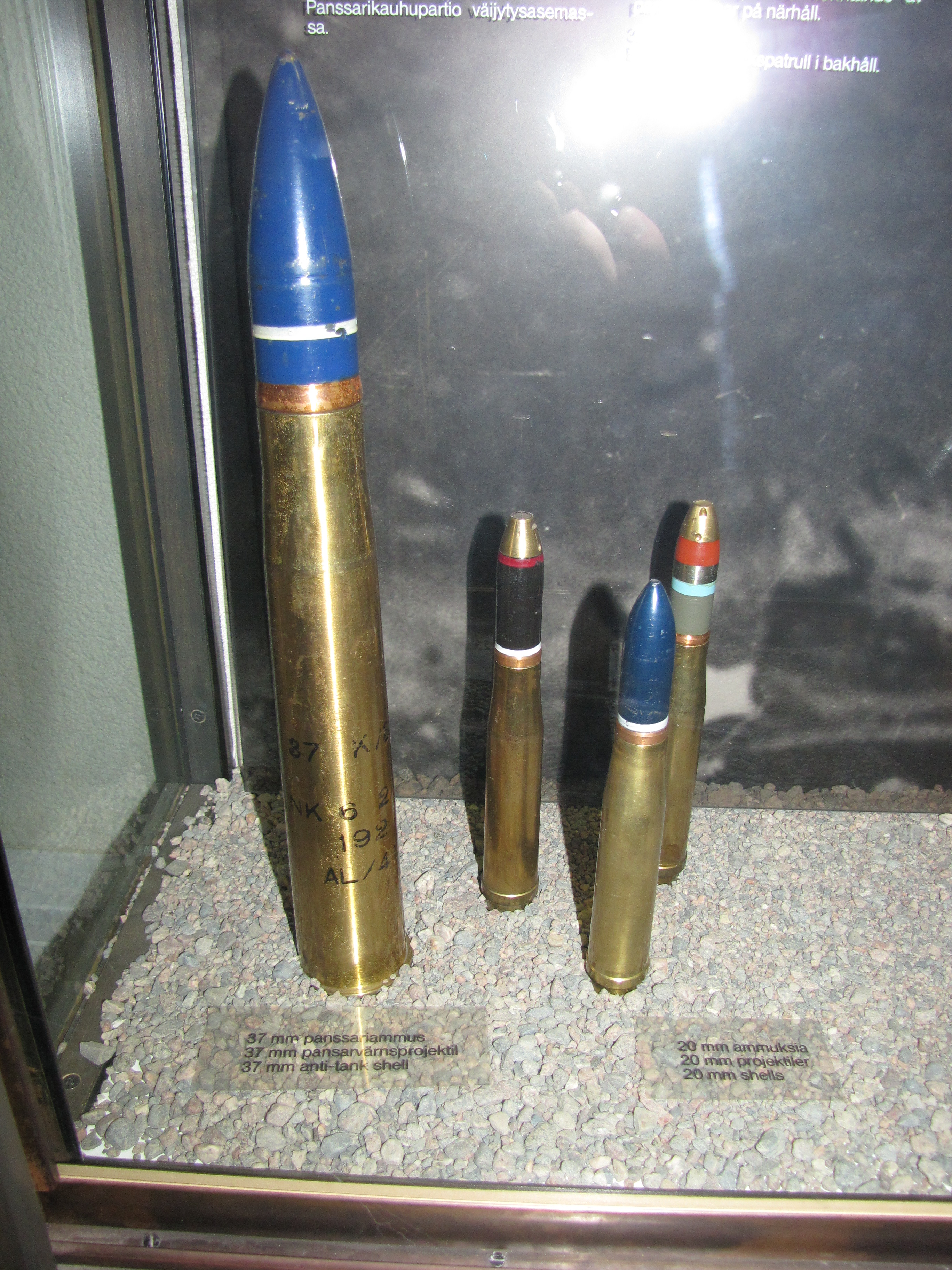
Rechts: drei 20-mm-Granatpatronen

Die Granatpatrone 20 × 138 mm B wurde im Jahre 1930 von der Schweizer Waffenfabrik Solothurn entwickelt, hergestellt und international vermarktet. Diese war eine zuvor von Rheinmetall übernommene Scheinfirma, um verschiedene Geschütze und Munition (einschließlich der 20x105mmB und 20x138mmB) zu entwickeln, außerhalb des Versailles Vertrag. Nachstehend sind einige Nutzungsbeispiele aufgeführt.
- Schweiz:
  - Solothurn ST-5: Fliegerabwehrkanone (FlaK)
  - Solothurn S18-1000/-1100: schwere Panzerbüchse, „Tankbüchse 40 Solo“; Solothurn S18/1100: vollautomatische Variante
- Deutsches Reich
  - 2-cm-Flak 30 | 2-cm-KwK 30: FlaK und KwK in verschiedenen Versionen
  - 2-cm-MG C/30L: Bordkanone Luftwaffe und Marine
  - 2-cm-Flak 38 | 2-cm-KwK 38: FlaK terrestrisch/seegestützt und KwK
  - 2-cm-Gebirgs-Flak 38
  - 2-cm-Flak-Vierling 38
- Finnland:
  - Lahti L-39: Panzerbüchse
  - 20 ITK 40 VKT: FlaK
- Königreich Italien  Italienische Sozialrepublik  Italien:
  - Breda Model 35: FlaK
  - Cannone da 20/77 M41 Scotti: FlaK
- Polen:
  - Nkm wz.38 FK: üSMG, FlaK und PaK Bezeichnung de: überschweres Maschinengewehr, Modell 1938, Fabrik Karabinów | pl: Najcięższy karabin maszynowy, wzór 1938, Fabryka Karabinów

## Anmerkung
1. ↑  Da die Hülsen der verschossenen 20×138-mm-B-Patronen schlank sind, hatten sie, um sie im Patronenlager am Vorlauf zu hindern, einen integrierten Gürtel vor der Auszieherrille.